# Albert Battel
Albert Battelⓘ (ur. 21 stycznia 1891 w Prężynce, zm. 17 marca 1952 w Hattersheim am Main) – porucznik Wehrmachtu, adwokat, notariusz. Podczas II wojny światowej aktywnie przeciwstawiał się planom likwidacji getta żydowskiego w Przemyślu. Odznaczony pośmiertnie medalem Sprawiedliwy wśród Narodów Świata w 1981.

## Życiorys

### Wczesne życie
Albert Battel urodził się w Prężynce koło Prudnika na terenach pruskiej prowincji Śląsk. Pochodził z zamożnej katolickiej rodziny. Lata swojego dzieciństwa spędził w Prężynce, a następnie wraz z rodziną wyprowadził się do miasta. Zdał maturę w gimnazjum we Wrocławiu. Brał udział w I wojnie światowej jako żołnierz Armii Cesarstwa Niemieckiego. Został odznaczony Krzyżem Żelaznym.

### Dwudziestolecie międzywojenne
Po zakończeniu I wojny światowej studiował ekonomię i prawo na Uniwersytecie w Monachium i Uniwersytecie Wrocławskim. Od 1925 był adwokatem i notariuszem we Wrocławiu. Został członkiem NSDAP w 1933, aby móc kontynuować pracę w zawodzie. Jego postawa wobec Żydów wyróżniała go wśród innych członków partii. Jeszcze w 1933 pomógł swojemu żydowskiemu szwagrowi uciec do Szwajcarii, udzielał Żydom pożyczek, pomagał im odzyskać zamrożone przez banki pieniądze i wyjechać z Rzeszy. Jako członek Narodowosocjalistycznego Związku Prawników załatwiał Żydom nowe tożsamości.

### II wojna światowa
W czerwcu 1942 znalazł się w Przemyślu w Generalnym Gubernatorstwie jako oficer Abwehry. Usiłował przeszkodzić deportacji do obozu janowskiego we Lwowie 1000 młodych Żydów, za co jego zwierzchnik mjr von Wurmb nałożył na niego areszt domowy. Następnie Battel przeciwstawił się wymierzeniu kary śmierci dwóm Żydom z Przemyśla, został też oficjalnie upomniany za zbyt serdeczny uścisk dłoni z przewodniczącym przemyskiego Judenratu Ignatzem Duldigiem. W opinii przemyskiego starosty, jak i komisarza miasta, Battel był przyjaźnie nastawiony do Żydów.
Pełnił funkcję adiutanta majora Maxa Liedtke, który od lipca 1942 był komendantem miasta Przemyśl oraz miejscowego garnizonu Wehrmachtu. 16 lipca 1942, z rozkazu okupacyjnego komisarza miasta Bernharda Giesselmanna oraz starosty Herbiga, w prawobrzeżnej części Przemyśla utworzono getto dla Żydów. Ulokowano w nim całą żydowską ludność miasta, około 18 tysięcy osób. Battel utworzył w getcie grupy pracownicze, zakłady rzemieślnicze, szwalnie i blacharnie. Kilka tysięcy Żydów weszło w skład kolumny robotniczej pracującej dla potrzeb Wehrmachtu. Podlegali oni bezpośrednio pod komendanturę wojskową.

#### Likwidacja getta w Przemyślu
22 lipca 1942 Martin Fellenz, pełnomocnik wyższego dowódcy SS, oznajmił na naradzie u starosty Herbiga, że o godzinie ósmej 26 lipca tego samego roku rozpocznie się pierwszy etap akcji „Reinhard”, której celem miało być wysiedlenie Żydów. Liedtke i Battel nie zostali powiadomieni o naradzie.
25 lipca 1942 getto zostało odcięte od reszty miasta przez kordon niemieckiej i polskiej policji. Gestapo unieważniło karty pracy wydane miejscowym Żydom, którzy dotychczas należeli do kolumny robotniczej. Brygadier kolumny, Samuel Igiel, skontaktował się rankiem następnego dnia z Battelem. Battel sądził, że doszło do nieporozumienia, gdyż tylko on, jako jedyny oficer komendantury, był upoważniony do wydawania zarządzeń dotyczących Żydów pracujących dla garnizonu. Powiadomił o tym Liedtkego.

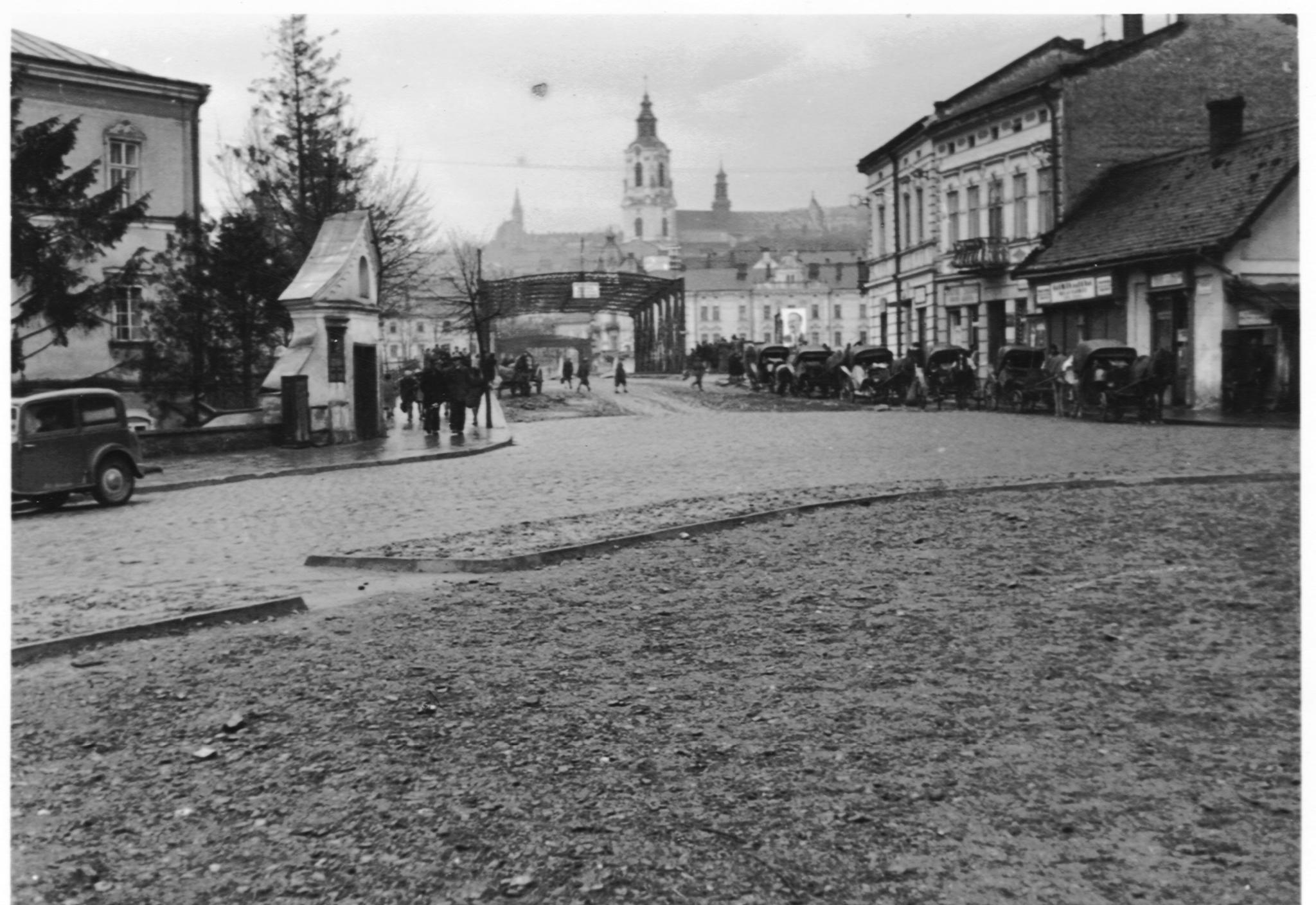
Most od strony Zasania (1941)

Na naradzie z udziałem pozostałych oficerów komendantury, Battel wystąpił z propozycją zablokowania mostu na rzece San, w celu uniemożliwienia policji i SS przedostania się z Zasania do getta. Liedtke wyraził na to zgodę. Battel zarządził ostre pogotowie żandarmerii polowej, a Liedtke wydał rozkaz zamknięcia mostu na Sanie. Most został obsadzony przez żołnierzy uzbrojonych w karabiny z ostrą amunicją i ręczny karabin maszynowy. Nie przepuszczali żadnego pojazdu Sipo i Waffen-SS. Kiedy SS próbowało przekroczyć most, sierżant-major pełniący służbę na moście zagroził otwarciem ognia w przypadku, gdy się nie wycofają. Battel udał się samochodem uzbrojonym w dwa karabiny maszynowe do Adolfa Benthina, szefa lokalnej placówki Sipo i SD. Żądał zamknięcia mostu na Sanie dla ruchu cywilnego oraz dla jednostek policyjnych. W raporcie dla przełożonych, Benthin stwierdził: „Komenda garnizonu, a zwłaszcza por. Battel, czynią wszystko, by możliwie dużą ilość Żydów wyłączyć z wysiedlenia i wziąć pod swoją opiekę”.
Skonfliktowane strony powiadomiły o wydarzeniach w Przemyślu swoich zwierzchników. SS, Sipo i Wehrmacht zawarły kompromis, zgodnie z którym z akcji wysiedleńczej mieli zostać wyłączeni robotnicy Wehrmachtu do lat 35 (oraz starsi, jeśli posiadali pieczątki Gestapo), a blokada mostu na Sanie miała zostać zniesiona. Po południu Battel powiadomił Benthina, że blokada mostu została przerwana.
W godzinach popołudniowych policja zamknęła szczelnie getto bez uprzedzenia Wehrmachtu. Podejrzewając podstęp policji, Liedtke wydał rozkaz Battelowi, aby ten udał się do getta i wyprowadził z niego przynajmniej część podległych robotników. Dowodzący jednostką policyjną podporucznik Kiesel stawiał opór, przez co Battel zaalarmował pluton Wehrmachtu i pod groźbą użycia broni przedostał się do getta. Wyprowadził z niego około 100 żydowskich robotników wraz z rodzinami. Następnie wysłał do getta dwa auta ciężarowe, które pod ochroną żandarmerii miały przywieźć dalszą grupę pracowników. Auta odbyły pięć kursów, za każdym razem przywożąc grupę Żydów. Kiedy jeden z transportów został zatrzymany przez policję, Battel osobiście zmusił do zwolnienia auta. Zakwaterował wszystkich uratowanych Żydów w pomieszczeniach oraz piwnicach komendantury. Zgodnie z jego rozkazem, otrzymali pełne worki sucharów, mięsa, a także mleko dla dzieci. Dostawali obiady z kuchni komendantury.
W godzinach wieczornych do Przemyśla przybył SS-Hauptsturmführer Martin Fellenz, zwołując naradę z udziałem Liedtkego, Battela oraz pozostałych oficerów miejscowego garnizonu. Fellenz stwierdził, że zamknięcie mostu nie było uzasadnione, a wysiedlenie wszystkich Żydów ma nastąpić bezzwłocznie zgodnie z rozkazem Heinricha Himmlera.
Opór garnizonu Wehrmachtu w Przemyślu został ostatecznie złamany. 27 lipca 1942 – 3850 Żydów zostało wysłanych do obozu zagłady w Bełżcu. Przed deportacją uchroniono Żydów, którzy przebywali na terenie komendantury.

#### Późniejsze wydarzenia

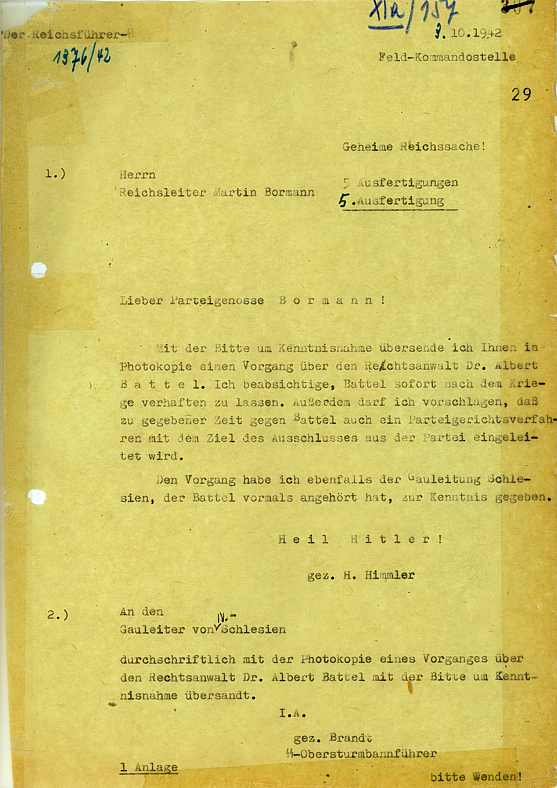
Pismo Himmlera do Bormanna z 9 października 1942

Battel został odwołany ze stanowiska w Przemyślu w połowie sierpnia 1942. Został przeniesiony do Dębicy. 17 września 1942 wszczęto przeciwko niemu wewnętrzne dochodzenie. Heinrich Himmler zamierzał go po wojnie aresztować i wykluczyć z NSDAP, co polecił Martinowi Bormannowi.
W 1943 Battel został przeniesiony do Wrocławia, a w 1944 zwolniono go ze służby wojskowej z powodu choroby serca. Podczas oblężenia Wrocławia został zmobilizowany do Volkssturmu. Trafił do niewoli radzieckiej.

### Okres powojenny
Po zwolnieniu z niewoli Battel zamieszkał w Hattersheim am Main w późniejszym RFN. Od 1946 prowadzone było przeciwko niemu postępowanie denazyfikacyjne. Izba orzekająca uznała go za sympatyka nazizmu i zakazała wykonywania zawodu adwokata. Pracował w fabryce wyrobów szklanych. Nie chwalił się swoją postawą wobec Żydów ani tym, że uratował życie ponad 150 osobom. Zmarł 17 marca 1952 w Hattersheim am Main.

## Odznaczenie medalem Sprawiedliwy wśród Narodów Świata
Postawa Battela przez długi czas pozostawała nieznana szerszemu gronu. Spopularyzowanie wiedzy o Battelu wynika w głównej mierze z wysiłków izraelskiego badacza i prawnika Zeev Goshena. 22 stycznia 1981, prawie 30 lat po śmierci Battela, instytut Jad Waszem uhonorował go tytułem „Sprawiedliwy wśród Narodów Świata”. W 1993 tytuł otrzymał również jego przełożony w Przemyślu, Max Liedtke.
Za swoją działalność, Battel porównywany był do Oskara Schindlera. Jest jedynym znanym oficerem Wehrmachtu, który w obronie Żydów groził SS użyciem broni palnej.